# Jacky Terrasson
Jacques-Laurent Terrasson, född 27 november 1966 i Berlin, är en jazzpianist mera känd som Jacky Terrasson.
Han föddes i Tyskland men hans mamma var amerikansk och hans pappa fransk. Han studerade musik vid Berklee College of Music i Boston innan han började spela på klubbar i Chicago och New York. Han fick stor uppmärksamhet 1993 då han vann Thelonious Monk Piano Competition. Han arbetade tidigt med Betty Carter och 1997 arbetade han på Rendezvous med Cassandra Wilson. 2004 var han och Nils Landgren med på Rigmor Gustafssons album Close to You.

## Diskografi
- 1994 – Jacky Terrasson
- 1994 – Telepathy (med Cindy Blackman)
- 1996 – Reach
- 1997 – Rendezvous (med Cassandra Wilson)
- 1998 – Alive
- 1999 – What It Is
- 2001 – A Paris...
- 2001 – Moon & Sand
- 2002 – Lover Man
- 2002 – Smile
- 2003 – Into the Blue
- 2005 – Close to You (med Rigmor Gustafsson)
- 2007 – Mirror
- 2010 – Push
- 2012 – Gouache
- 2015 – Take This
- 2016 – Mother